# Maria Elisabeth Prigge
Maria Elisabeth Prigge (* 7. März 1949 in Bischofshofen; † 26. März 2007 in Salzburg) war eine österreichische Künstlerin.

## Leben
Sie arbeitete in Salzburg und auf Fuerteventura. Ihr Werk umfasst Malerei, Zeichnung, Druckgrafik und Installationen.

## Publikationen
- M. E. PRIGGE – Druckgrafik. Texte: M. E. Prigge, Übersetzung: Gail Schamberger. Ed. M, Salzburg, 1999, ISBN 3-9501032-0-1.
- IN SITU – Installationen. Deutsch und englisch. Interview mit Barbara Wally. Übersetzung: Gail Schamberger. Ed. M, Salzburg 2000, ISBN 3-9501032-2-8.
- Bilderlesen. Ausstellungskatalog, für die Ausstellungen: Städtische Galerie Albstadt, BRD Museum Moderner Kunst, Passau, BRD und Museum Hafnarborg, Hafnarfjördur, Island. Texte von Peter Weirmair, Clemens Ottnad und Petrun Pètursdòttir. deutsch und englisch, Übersetzung: Gail Schamberger. Ed. M, Salzburg 2002, ISBN 3-9501032-2-8.
- Hellbrunn. Land Art im Park (Schloss Hellbrunn, Salzburg). 2003. deutsch und englisch, Text von Dr. Anton Gugg. Übersetzung: Gail Schamberger. Ed. M, Salzburg 2003, ISBN 3-9501032-4-4.
- Hinterlassen – Zeichnung | Malerei | Installation. Verlag Artbook, Kirchberg b. M., 2010, ISBN 978-3-9502944-0-8.
- Hinterlassen – Druckgrafik. Verlag Artbook, Kirchberg b. M., 2010, ISBN 978-3-9502944-1-5.
- Bilder und Skizzen. Verlag Artbook, Kirchberg b. M., 2011, ISBN 978-3-9502944-7-7.

## Druckgrafik-Editionen
- Dinge und andere Wesen. Galerie Wegmann, Grafing/München, 1992
- Visions & Beliefs. Ed. Beck, Homburg 1993, ISBN 3-924360-36-7.
- Irland. Ed. Beck, Homburg 1994.
- Fuerteventura, 1995.
- Irland. Jahresgabe des Vereins für Originalradierung, München. 1996.
- Island. 1997
- Island. Edition Galerie Epikur, Wuppertal. 1997.
- Lappland. 1999.
- Kassette. Edition 50 Jahre Werkstatt im Traklhaus. 2002
- Ohne Titel. Jahresgabe des Vereins für Originalradierung, München. 2005.[1]

## Ausstellungen posthum
- 2009–2010: M. E. Prigge (1949–2007). Hinterlassen. Malerei und Zeichnung. Salzburg Museum, Kuratoren: Peter Husty, Thomas Schönemann[2]
- 2010: M. E. PRIGGE. 1949–2007. Margret-Bilger-Galerie, Glaswerkstätten Stift Schlierbach[3]
- 2011: M. E. PRIGGE. Eine Auswahl. Nexus Kunsthalle Saalfelden.